# Sunset (magazine)
Pour les articles homonymes, voir Sunset.
Le Sunset Magazine est un mensuel américain.

## Historique
Le Sunset est un magazine consacré à la maison, la cuisine, le jardinage et le voyage, avec pour but la promotion du style de vie de l'Ouest des États-Unis. Le magazine est publié mensuellement par la Sunset Publishing Corporation, appartenant à la Southern Progress Corporation, elle-même filiale de Time Warner.

### Les débuts
Le Sunset débute en 1898 comme magazine promotionnel pour la Southern Pacific Transportation Company, afin de combattre les stéréotypes négatifs sur la Californie “sauvage”.
Le Sunset Limited était le premier train de la Southern Pacific reliant la Nouvelle-Orléans à San Francisco (le train existe toujours au départ de Los Angeles - géré par l'Amtrak). Le magazine Sunset était disponible à bord et dans les gares pour promouvoir l'Ouest des États-Unis. Il avait pour but de renseigner les touristes sur les trains de l'entreprise, sur les stations de vacances du chemin de fer (hôtel Del Monte à Monterey) et encourager probablement ces touristes à s'installer pour acheter du terrain, la Southern Pacific étant le plus grand propriétaire terrien de Californie et du Nevada.
La première publication comportait un article sur le parc national de Yosemite, avec des photographies du célèbre géologue Joseph LeConte. Il y avait aussi des informations sur le parcours du train, ainsi que des notes sur les stations de vacances de l'Ouest, comme celle de Pasadena : « la ville de résidence de l'aristocratie de la Californie du Sud ... », des poésies ayant pour thème le chemin de fer et une série de nouvelles dans lesquelles des personnages échangeaient des contes, toujours à bord d'un train, encourageant ainsi le voyage par le train. La plupart de ces articles ont été écrits par Paul Shoup, qui a abandonné plus tard la fiction pour devenir le président de la Southern Pacific.

### Tremblement de terre et reconstruction
Le 18 avril 1906, le tremblement de terre de San Francisco détruit les bureaux du Sunset. L'édition de mai 1906 est une publication de secours à six pages, en comparaison avec l'édition d'avril 1906 à 214 pages. La “une” de l'édition est un communiqué sinistre d'Edward Henry Harriman, président de la Southern Pacific : "le tremblement de terre du matin du 18 avril est le plus grave événement qui soit arrivé depuis que San Francisco est devenu une grande ville". Suit un message des éditeurs du Sunset : « pour annoncer qu'en raison de la destruction récente par le feu des bureaux du Sunset Magazine le 18 avril, cette édition de secours sera la seule publication du magazine pendant le mois de mai... Le stock sans prix des dessins, des photographies et des gravures a été brûlé... En une journée, le travail et l'expérience de nombreuses années ont disparu... »
Bientôt, cependant, le magazine annonçait la résurrection de la ville , dans des articles comme "L'avenir de San Francisco" et "Comment les affaires ont repris après le feu de 1906". Dans "Une cure de plaisir à San Francisco", une première histoire de Sinclair Lewis publiée dans le magazine, un homme d'affaires fatigué se sent revivre après une visite dans la ville reconstruite.
En 1914, la Southern Pacific vend le magazine à ses salariés et le Sunset commence à publier des articles originaux, des histoires et de la poésie concernant l'Ouest. Le format ressemble aux autres magazines d'intérêt général comme le Collier's et The Saturday Evening Post.

### La périodeLane Publishing
Dans les années 1920, le magazine est devenu non rentable, plus mince et sa diffusion a diminué. En 1929, Lawrence W. Lane, un ancien publiciste de Better Homes and Gardens, achète le Sunset et lui donne son format actuel avec son accent sur le style de vie de l'Ouest des États-Unis. La famille Lane possédera le Sunset pendant soixante-deux ans.

### La périodeTime Warner
Lane Publishing vend le Sunset à Time Warner en 1990 et l'entreprise est rebaptisée Sunset Publishing Corporation. La première sortie du nouveau magazine sous l'égide de Time Warner date de août 1990. En 2001, Time Warner incorpore le Sunset à la Southern Progress Corporation.

## Auteurs publiés
- Dashiell Hammett
- Sinclair Lewis
- Jack London